# La última noche (película de 2006)
La última noche presenta a «Roberto», papel a cargo de Tito «El Bambino» –quien se estrena como actor–, un joven que desea convertirse en la nueva estrella del reguetón y quien está enamorado de «Juliana» (Christie Miró).

## Argumento
EL director Vicente Castro recurre nuevamente a retratar la realidad puertorriqueña a través de la nueva película «La última noche» que se estrenó 21 de noviembre, por Televicentro. 
Esta película, a cargo de la XCL Televisión, y producida por Jorge Luis Ramos, se introduce en el "mundo mágico" del caserío con una historia de amor trágico, protagonizada por el reguetonero Tito "El Bambino" y Christie Miró. 
"Es una historia que se desarrolla en el mundo mágico del caserío. Mundo mágico para nosotros porque a veces nos resistimos a entrar a ese mundo y tenemos una percepción a veces equivocada", expresó el director en conferencia de prensa, en el Club Urban. 
La cinta narra la historia de "Roberto" (Tito) y "Juliana" (Christie), una joven pareja que lucha por alcanzar sus sueños, pero sus ilusiones se ven tronchadas por viejas rencillas entre sus familias y la ambición.
- Datos: Q2884473